# Inter Monaro SC
Inter Monaro SC var en fotbollsklubb från Queanbeyan i Australien. Klubben spelade tidigare i den numera nerlagda nationella australiska proffsligan National Soccer League (NSL) mellan 1985 och 1986. Efter säsongen 1989/1990 lades klubben ner.